# Johann Wilhelm Baier (Physiker)

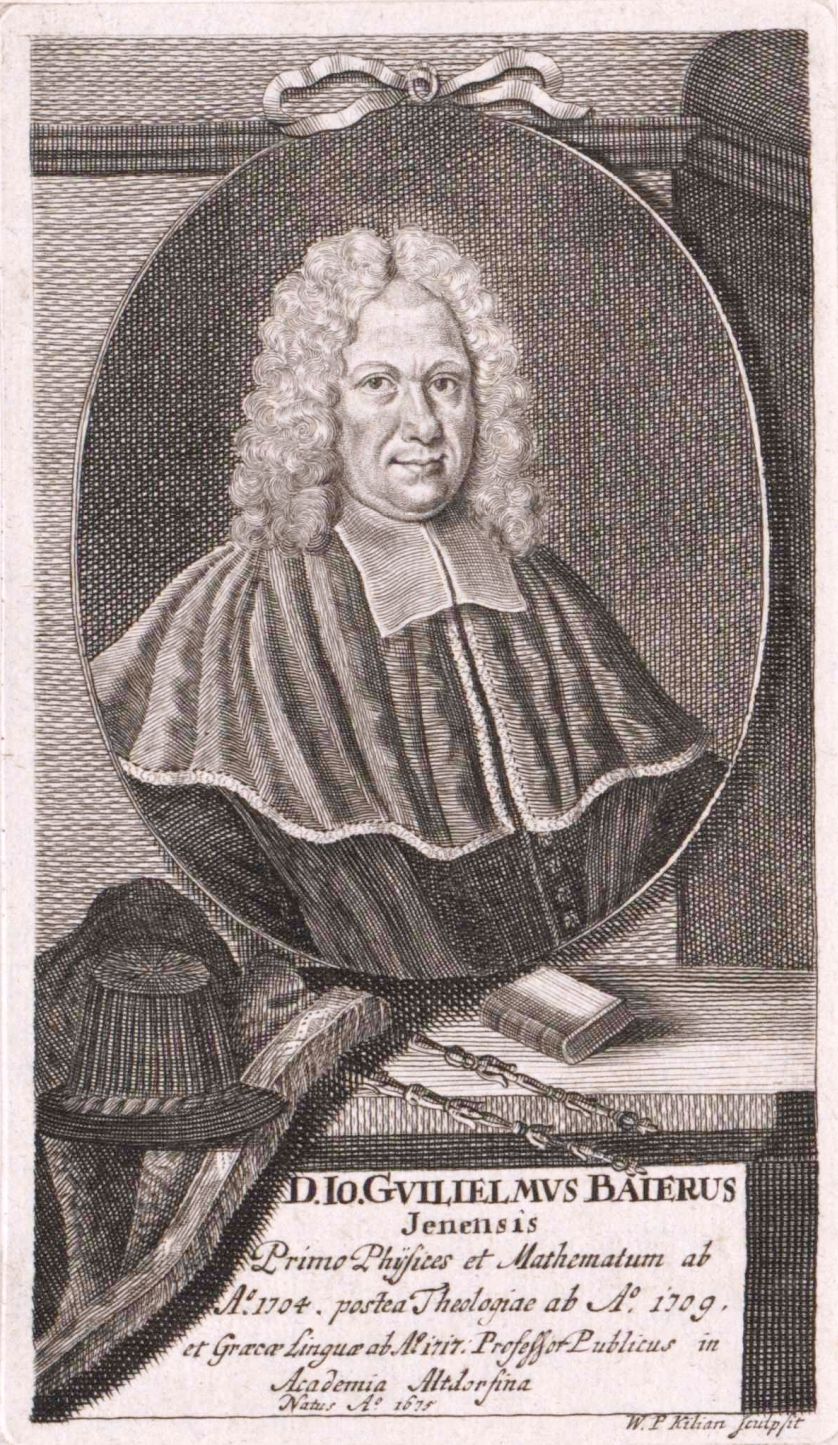
Johann Wilhelm Baier, Stich von Wolfgang Philipp Kilian

Johann Wilhelm Baier (* 12. Juni 1675 in Jena; † 11. Mai 1729 in Altdorf) war Professor der lutherischen Theologie, Physik und Mathematik in Altdorf.

## Familie
Er war der Sohn von Johann Wilhelm Baier (1647–1695) und Bruder von Johann Jakob Baier (1677–1735).
Am 14. Juli 1705 heiratete er Susanna Maria Funck, die Witwe des Mediziners Johann Ludwig Apin (1668–1703). 1716 heiratete er Susanna Margaretha Krafft (1693–1777).
Johann Wilhelm Baier hatte 3 Söhne und 3 Töchter.

## Leben
Nach dem Besuch der Fürstenschule ab 1691 in Heilsbronn studierte Johann Wilhelm Baier Theologie, Mathematik und Physik an den Universitäten Jena und Halle. 1704 wurde er als Nachfolger von Johann Christoph Sturm Professor der Mathematik und Physik an der Universität Altdorf, 1709 wechselte er auf einen frei gewordenen Lehrstuhl der Theologie. Sein Nachfolger auf dem Lehrstuhl für Mathematik und Physik wurde 1710 der Astronom Johann Heinrich Müller. In Altdorf lebte er bis zu seinem Tod.

## Werk und Schriften
Seine wissenschaftlichen Arbeiten verbanden Theologie mit aktueller Naturerkenntnis. In seiner Schrift Behemoth Et Leviathan, Elephas Et Balaena (1708) erklärte er die im Buch Ijob erwähnten Tiere für Elephant und Walfisch. In seiner Fossilia Diluvii Universalis Monumenta (1712) deutete er die Fossilienfunde als Belege der Sintflut.
Mehrere physikalische Dissertationen aktueller Naturbeobachtung kamen hinzu wie De Sapphiro Scripturae Sacrae (1705), De fulmine, fulgure ac tonitru hiemali (1706), De Asterismis Scripturae Sacrae (1707), De Aeolipila (1708), De Lacrymis Seu Guttis Vitreis (1708), De origine fontium (1709) und De frigore proximi mensis Ianuarii insolito (1709) (über den strengen Winter jenes Jahres).